# Тернопільська обласна премія імені Ярослави Музики
Тернопільська обласна премія імені Ярослави Музики — регіональна премія Тернопільської области. Заснована на честь художниці Ярослави Музики.
На здобуття премій подаються нові оригінальні твори і роботи, опубліковані (оприлюднені) у завершеному вигляді протягом останніх п’яти років, але не пізніше як за півроку до їх висунення на здобуття премій.

## Лауреати
- 2008 — Антон Гриб[1]
- 2009 — Василь Бордачевський[2]
- 2010 — Ярослав Кравченко[3]
- 2011 — Ярослав Омелян[4]
- 2012 — Віра Матковська[5]
- 2013 — Людмила Павлова[6]
- 2014 — не присуджено[7]
- 2015 — Руслан Мавдюк[8]
- 2016 — Людмила Покусінська, Олексій Покусінський[9]
- 2017 — не присуджено[10]
- 2018 — Володимир Шерстій[11]
- 2019 — Галина Дудар[12]
- 2020 — Ірина Вербіцька[13]
- 2021 — Віктор Лупійчук (посмертно)[14]
- 2022 — Володимир Чорнобай[15]